# Barbuda
Barbuda ist eine Insel der Kleinen Antillen in der Karibik und gehört als Dependency zum Staat Antigua und Barbuda.

## Geographie
Die Insel liegt etwa 40 km nördlich von Antigua. Ungefähr 100 km im Südwesten befindet sich St. Kitts und Nevis, in Richtung Westnordwest liegt Saint-Barthélemy.
Barbuda ist 161 km² groß und weitgehend flach. Die Insel gehört zu den „Kalkantillen“, ist also aus Korallenkalk aufgebaut. Die Insel besitzt zwar kilometerlange Sandstrände und vorgelagerte Riffe, war aber nur wenig touristisch erschlossen. Ungefähr 40 % von Barbuda werden von einem Vogelschutzreservat bedeckt, dem Codrington Lagoon National Park (CLNP, 67 km², auch Ramsargebiet und Important Bird Area) im Nordwesten der Insel. Der einzige größere Ort auf Barbuda ist Codrington. Es gibt nur eine Erhebung mit 42 m Höhe.
Angebunden ist die Insel mit Anlegestellen in den Orten Spanish Point und Palmetto Point, mit Fährverbindung nach Saint John’s, der Hauptstadt des Staates auf Antigua, sowie einem Regionalflughafen (BBQ) in Codrington.

## Klima
Das Klima von Barbuda ist tropisch. Die Jahreshöchsttemperaturen werden in den Monaten Juli und August mit durchschnittlich 28 °C erreicht.
In den Wintermonaten Januar und Februar ist die durchschnittliche Temperatur mit 25 °C die kühlste. Mit einem mittleren Jahresniederschlag von 900 bis 1100 mm ist es für karibische Verhältnisse recht trocken.

## Fauna und Flora
Die Codrington Lagoon ist ein bedeutender Brutplatz zahlreicher Vogelarten, darunter der Prachtfregattvogel. Die Folgen von Hurrikan Irma für die Natur sind noch nicht absehbar. Die Randdüne der Codrington Lagoon wurde durchbrochen. Zum Problem könnten insbesondere die verwildernden Haustiere werden.

## Geschichte
Es gab schon im frühen 17. Jahrhundert Versuche durch England und Frankreich, die Insel zu besiedeln, was aber an der schlechten Versorgung mit Wasser, dem ungünstigen Klima und der Bedrohung durch die Kariben scheiterte. Erst 1666 konnten die Engländer eine dauerhafte Kolonie etablieren. Die ersten Siedler waren die Brüder Christopher und John Codrington, nach denen die Hauptstadt benannt ist. Die Codringtons waren in Folge auch Zuckerpflanzer auf Antigua und lange Zeit die bestimmende Familie auf Barbuda.
Um 1800 wurde die Südspitze der Insel mit einem Martello-Turm, einem britischen Festungstyp, gesichert, die Ruine steht bis heute.
1981 wurde Barbuda mit der größeren Nachbarinsel Antigua zusammen in die Unabhängigkeit entlassen, wobei eine Mehrheit der Barbudaner für einen Verbleib beim Vereinigten Königreich plädierte.

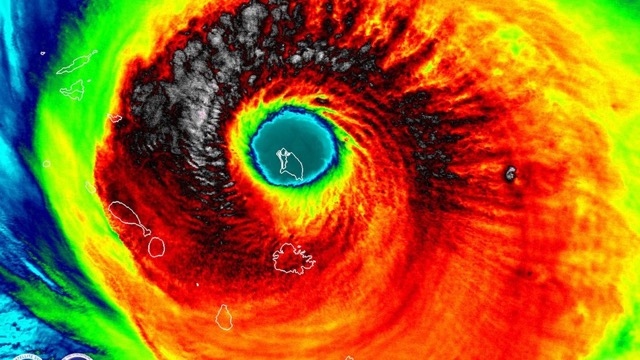
Irmas Auge über Barbuda, 6. September 2017, ca. 00:00 UTC (Falschfarben-Satellitenbild)

Die dünn besiedelte Insel mit nur einigen Orten hatte 2011 etwas mehr als 1600 Einwohner.
In den frühen Morgenstunden des 6. September 2017 zog der Hurrikan Irma in der höchsten Kategorie 5 mit rund 300 km/h genau über Barbuda und richtete verheerende Schäden an. Etwa 95 Prozent aller Güter der Insel wurden zerstört. Die 1800 Einwohner wurden nach dem Sturm nach Antigua zwangsevakuiert, mit Stand vom 15. Oktober 2017 gilt die Zivilisation auf Barbuda als ausgelöscht. Der Wiederaufbau der vom Kategorie-5-Hurrikan getroffenen Insel werde nicht ohne die Hilfe der internationalen Gemeinschaft möglich sein. Bis zu den allgemeinen Wahlen am 21. März 2018 sind wieder ca. 500 Bewohner in ihre alten Häuser auf Barbuda zurückgekehrt. Um ihr Wahlrecht ausüben zu können, mussten sie mit Fähre, Fischerbooten oder einem Charterflug nach Antigua reisen.

## Politik
Bis zur Evakuierung nach dem Hurrikan Irma bestand eine gewählte, neunköpfige Ratsversammlung.
Eine Besonderheit war das Landrecht auf Barbuda. Es gab keine Privatgrundstücke, das Land gehörte allen Einwohnern. Ungenutztes Land konnte jeder Barbudaner frei für den Haus- oder Ackerbau verwenden. Es ist strittig, ob es dieses Allgemeinrecht gibt oder es sich nur um Gewohnheitsrecht handelt, das die Barbudaner praktizieren. Die Zentralregierung versuchte erfolglos mit dem Angebot, dass jeder Barbudaner für einen Dollar sein genutztes Land kauft, ein geregeltes Privateigentum einzuführen. Man hat auf der Insel aber Angst, dadurch externen Investoren Zugang zu gewähren.

## Wirtschaft
Der Fisch- und Hummerfang ernährte bis zum Hurrikan Irma den Großteil der Bevölkerung. Der Tourismus war nur wenig entwickelt und bestand vor allem aus Naturtourismus. Es gab bis 2017 nur fünf Hotels. Pläne für ein Luxushotel scheiterten am Widerstand der Bevölkerung.